# 甘肃日报社
甘肃日报社成立于1949年9月1日，是中华人民共和国甘肃省的一家公益二类事业单位。甘肃日报社的采编和经营业务两分开，甘肃日报社编委会负责甘肃日报及各子报、网站采编业务工作，甘肃日报报业集团有限责任公司负责经营工作。甘肃日报社主办的《甘肃日报》是中共甘肃省委机关报。
甘肃日报社的职责和业务范围是：完成中共甘肃省委交办的意识形态领域有关工作，编辑、印刷、发行《甘肃日报》及所属子报和新媒体平台等，同时进行有关经营活动。

## 历史沿革
1949年9月1日，《甘肃日报》正式创刊，同时成立报社（新华社甘肃分社）。1950年5月，新华社甘肃分社与甘肃日报社分离。
1999年9月，甘肃日报社主办开通每日甘肃网。
2002年10月26日，甘肃日报报业集团正式挂牌成立，是西北传媒业中首家报业集团。
2006年，甘肃日报报业集团撤销，重新改称甘肃日报社。2010年，甘肃日报社成立下属文化企业甘肃日报报业集团有限责任公司。集团公司旗下，由报社经营业务部门和各子报、网站经营部分组成各分（子）公司。
2018年10月28日，其主办的甘肃新媒体集团在兰州正式成立，同时上线“新甘肃”客户端。

## 组织机构
采编部门
设有总编办公室、子报管理办公室、出版部、文艺部等。
管理部门
设有人事处、财务处、行政处等。
经营单位
设有广告分公司、发行分公司、印务分公司、物业公司、各子报分公司。

## 子报
甘肃日报社主管主办过以下子报：
- 《兰州晨报》
- 《西部商报》（2018年起休刊）
- 《甘肃农民报》
- 《甘肃经济日报》
- 《甘肃法制报》
- 《少年文摘报》
- 《河西晨报》（2009年更名为《读友报》）
- 《科技鑫报》
- 《文化快报》
- 《信息时空报》
- 《神州诗书画报》（2010年停刊）
- 《新旅游报》（2010年停刊）

## 历任领导
1999年2月，甘肃日报社转变领导负责体制，由编委会领导下的总编辑负责制转变为社委会领导下的社长负责制。
| 姓名   | 任期                   | 职务   |
| ------ | ---------------------- | ------ |
| 蓝云夫 | 1989年3月－1991年12月  | 总编辑 |
| 冯兴儒 | 1991年12月－1995年8月  | 总编辑 |
| 邓元秋 | 1995年8月－2001年12月  | 总编辑 |
| 石星光 | 1999年1月－2005年3月   | 社长   |
| 李卫国 | 2005年3月－2006年11月  | 社长   |
| 李宝堂 | 2006年11月－2012年12月 | 社长   |
| 张瑞民 | 2012年12月－2015年5月  | 社长   |
| 马克利 | 2015年6月－2018年      | 社长   |
| 王光庆 | 2018年－               | 社长   |